# Hindemith-Preis
Mit dem internationalen Hindemith-Preis werden seit 1990 im Rahmen des Schleswig-Holstein Musik Festivals (SHMF) zeitgenössische Komponisten gefördert.

## Hintergrund
Der Hindemith-Preis wurde 1990 von der Hindemith-Stiftung (Blonay/Schweiz), der Rudolf und Erika Koch-Stiftung, der Walther und Käthe Busche-Stiftung, der Gerhard Trede-Stiftung, der Franz Wirth-Gedächtnis-Stiftung sowie von der Kulturbehörde der Freien und Hansestadt Hamburg gestiftet. Mit der Auszeichnung sollen herausragende zeitgenössische Komponisten gefördert werden. Zugleich erinnert die Auszeichnung an das musikpädagogische Wirken Paul Hindemiths. Er schrieb 1932 im Auftrag der Staatlichen Bildungsanstalt Plön die Komposition Plöner Musiktag. Der Preis ist mit 20.000 Euro dotiert.
Der Preis war ursprünglich kein Wettbewerbspreis. 2010 wurde er erstmals im Rahmen eines Kompositionswettbewerbs vergeben. Ausgeschrieben hatten diesen das SHMF und die NDR Radiophilharmonie zusammen mit den Stiftungen, die bisher schon den Hindemith-Preis tragen. Junge Komponisten, die nach dem 1. September 1973 geboren sein mussten, waren aufgerufen, ein Konzert für Multipercussion und Sinfonieorchester zu schreiben. Das Werk des Wettbewerbssiegers wurde beim SHMF 2010 von dem klassischen Schlagzeuger Martin Grubinger uraufgeführt.

## Preisträger
- 1990: Wilhelm Killmayer
- 1991: Ensemble „Assoziation für moderne Musik“
- 1992: Wolfgang von Schweinitz
- 1993: Jan Müller-Wieland
- 1994: Babette Koblenz
- 1995: Caspar Johannes Walter
- 1996: Wolfram Schurig
- 1997: Helmut Oehring
- 1998: String Thing
- 1999: Olga Neuwirth
- 2000: Matthias Pintscher
- 2001: Thomas Adès
- 2002: Jörg Widmann
- 2003: Rebecca Saunders
- 2004: Jörn Arnecke
- 2005: Lera Auerbach
- 2006: Michel van der Aa
- 2007: Dai Fujikura
- 2008: Márton Illés
- 2009: Johannes Maria Staud
- 2010: Sascha Lino Lemke
- 2011: Markus Lehmann-Horn
- 2012: Li Bo
- 2013: Maximilian Schnaus (2. Preis: Alexander Muno, 3. Preis: Johannes Söllner und Daniel Smutny)
- 2014: Bernd Richard Deutsch
- 2015: David Philip Hefti
- 2016: Anna Clyne[3]
- 2017: Samy Moussa
- 2018: Clara Iannotta
- 2019: Aigerim Seilova
- 2020: Stefan Johannes Hanke
- 2021: Mithatcan Öcal
- 2022: Hannah Kendall
- 2023: Alex Paxton
- 2024: Lisa Streich
- 2025: Benjamin Scheuer